# زنر پینینگ
زنر پینینگ (به انگلیسی:Zener pinning) اثر پراکندگی ذرات ریز در حال جنبش با زاویهٔ مرز کم یا زیاد از طریق یک ماده پلی کریستالی است. ذرات کوچک ماده با اعمال یک فشار پینینگ و نگه دارنده اقدام به جلوگیری از حرکت این مرزها می‌ کنند که این فشار پینینگ ناشی از نیروی محرکه  ای است که مرز ها را تحت فشار می‌گذارد. روش زنر پینینگ در فرایند های مواد بسیار مهم است و اثر زیادی روی بهبود، تبلور مجدد و رشد دانه‌ ها در علم مواد دارد.

## منبع نیروی پینگینگ
وجود مرزها یکی از عیوب ساختار بلوری بوده و به همین دلیل با انتقال مقدار مشخصی انرژی مرتبط و همراه می‌باشند. هنگامی که یک مرز درون یک ذرهٔ نا منسجم حرکت می‌کند، بخش مرزی که باید درون ذره وجود داشته باشد اساساً دیگر وجود ندارد. برای جلوگیری از عبور ذرات، باید مرزهای جدیدی ایجاد شود و این اتفاق از لحاظ بررسی انرژی نامطلوب خواهد بود. در حالی که منطقه مرزی در نزدیکی ذره ، پین شده‌ است، بقیهٔ مرز، به تلاش خود برای حرکت رو به جلوی تحت نیروی محرکه ادامه می‌دهد.

## شرح ریاضی

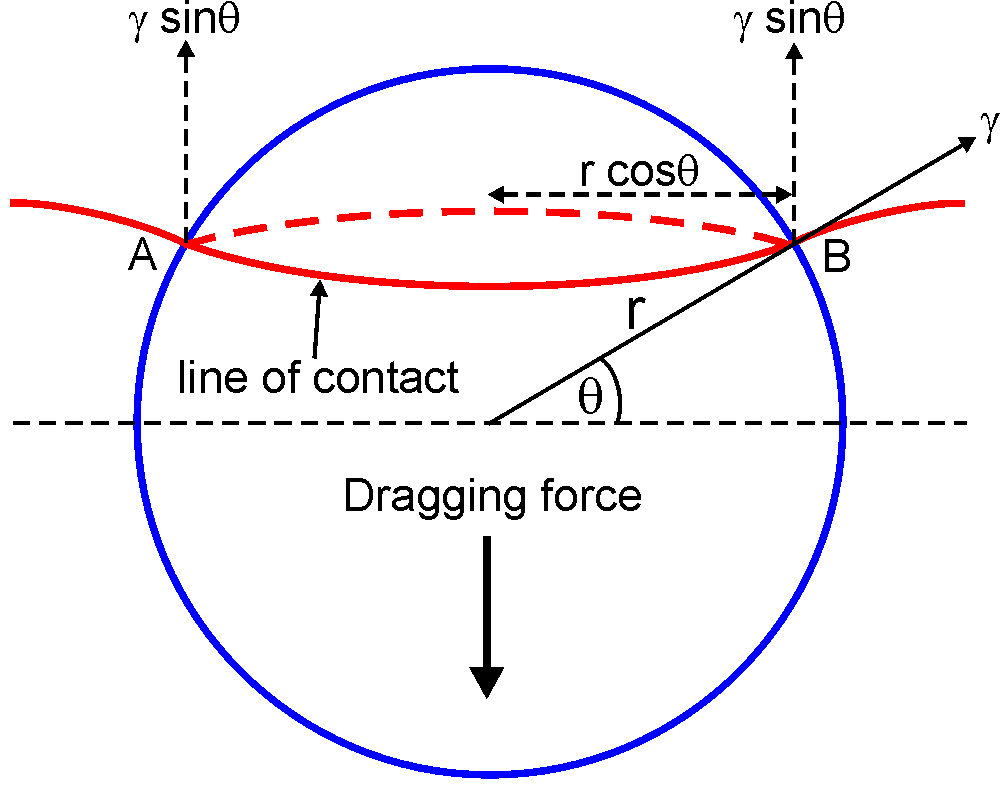
تعامل مرز و یک ذره

این تصویر یک مرز انرژی γ را در یک منطقه واحد نشان می‌دهد که از یک ذره غیرمنسجم با شعاع r رد می‌شود. نیروی پینینگ در طول خط تماس بین مرز و ذره عمل می‌کند یعنی یک دایره با قطر AB = ۲πr cosθ داریم. نیروی در واحد طول برای مرز مورد تماس برابر γ sinθ است. از این رو نیروی کل بر روی مرز در حال تماس عمل می‌کند از رابطهٔ داده شده به دست می‌آید:
```

  

    

      

        

          
F

          
=

          
2

          
π

          
r

          
γ

          
cos

          
⁡

          
θ

          
sin

          
⁡

          
θ

        

      

    

    
{\displaystyle {F=2\pi r\gamma \cos \theta \sin \theta }}

  

```

در نتیجه حداکثر نیروی محرک زمانی رخ می‌دهد که θ = ۴۵ درجه باشد و بنابراین F max = πrγ.
کلارنس زنر به منظور تعیین نیروی پینینگ با یک پراکندگی داده شده برای ذرات، چند فرضیه مهم را مطرح کرد:
- ذرات کروی هستند.
- عبور از مرز تعامل ذره ای را تغییر نمی‌دهد.
- هر ذره حداکثر نیروی پینینگ را در محدوده ای بدون توجه به موقعیت مکانی اعمال می‌کند.
- تماس بین ذرات و مرزها کاملاً تصادفی است.
- چگالی تعداد ذرات در مرز آن است که برای توزیع تصادفی ذرات انتظار می‌رود.

برای یک حجم کسری Fv از توزیع تصادفی ذرات کروی با شعاع r تعداد در واحد حجم (تعداد تراکم) از رابطه زیر محاسبه می‌شود:
{\displaystyle N_{total}={{3Fv} \over {4\pi r^{3}}}}

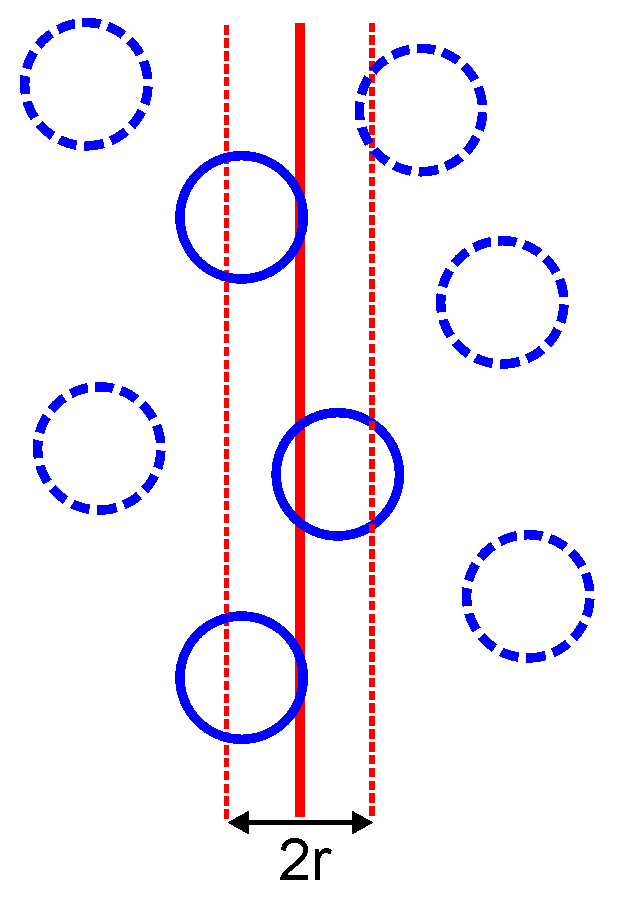
فقط ذرات درون یک شعاع (حلقه‌های جامد) قادر به تعامل با مرز هستند.

از این تراکم تعداد کل، تنها ذراتی که درون یک شعاع ذره قرار دارند قادر به تعامل با مرز خواهند بود. اگر مرز اساساً مسطح باشد، این تعداد از رابطهٔ زیر محاسبه می‌شود:
{\displaystyle N_{interact}=2rN_{total}={{3Fv} \over {2\pi r^{2}}}}
با توجه به این فرض که تمام ذرات حداکثر نیروی پینینگ F max را اعمال می‌کنند، فشار کلی پینینگ اعمال شده توسط توزیع ذرات در واحد سطح مرز از رابطه زیر به دست می‌آید:
{\displaystyle P_{s}=N_{interact}F_{max}={{3Fv\gamma } \over {2r}}}
این مقدار به عنوان فشار زینر پینینگ شناخته می‌شود. به این ترتیب فشارهای پینینگ بزرگ توسط موارد زیر به وجود می‌آید:
- افزایش کسری حجم ذرات
- کاهش اندازه ذرات

فشار زینر پینینگ وابسته به جهت می‌باشد، به این مفهوم که فشار دقیق پینینگ بستگی به مقدار انسجام در مرز های دانه دارد.

## پینینگ ذرات منسجم
زنر پینینگ به وسیله ی ذرات منسجم در آلیاژهای مس-نیکل با استفاده از شبیه سازی های دینامیکی مولکول ها بسیار مورد بررسی قرار گرفته است . نتایج به دست آمده نشان می دهد که 4 نانومتر از ذرات نیکل به راحتی با مهاجرت مرزهای دانه مس برش خورده اند  ، در حالی که 7-8  نانو متر  از ذرات دشوار تر بریده شده اند و تغییر از حالت منسجم ماده  نامنسجم سخت تر رخ داده است. 
با اعمال کسر حجم کم و برش آسان تر ،  4 نانومتر از ذرات یک اثر پینینگ محدود بر روی حرکت مرز ها ی دانه دارند . افزایش کسر حجمی و برش سرکوب شده و دشوار تر، 7-8 نانومتر ذرات باعث شدند حرکت مرزی به طور قابل توجهی افت کند . مرز های دانه های مختلف توانایی ها ی متمایزی در عبور ذرات به نمایش می گذارند.

## شبیه‌سازی رایانه ای
پیوند ذرات به‌طور گسترده‌ ای با شبیه‌ سازی کامپیوتری مورد مطالعه قرار گرفته‌ است. مونت کارلو و شبیه‌ سازی  میدان فاز در مدل سه بعدی برای مدل‌ سازی این پدیده استفاده شده‌ است. شکل پیچیده‌ای از رابط را می‌توان در مدل‌های کامپیوتری شبیه‌سازی کرد. این شبیه‌سازی می‌تواند تقریب خیلی  بهتری برای نیروی پینینگ مورد مطالعه فراهم کند.

## زنر پینینگ نانوکریستال ها

رابط تعامل با مجموعه ای از ذرات. برای کلیک کنید.

آلیاژهای نانو کریستالی نسبت به دهه‌های گذشته به دلیل مقاومت زیاد مکانیکی، خوردگی و مقاومت به سایش و دیگر خواص مفید توجه زیادی به خود جلب کرده‌اند  . این خواص در درجه اول به دلیل حضور چگالی بسیار  زیاد  در ماده هستند. به طور خاص، اثر تقویت ناشی از دشواری جوانه زنی و جا به جایی و حرکت در داخل ذرات نانو و انتقال لغزش در میان gbs است. یکی از موانع برای کاربردهای گسترده‌تر آلیاژهای نانو کریستال ها ، تمایل به رشد در دما های بالا (در برخی موارد، حتی در دمای اتاق) است. 

آلیاژهای Cu  Ta به تازگی به عنوان یک رده امیدوار کننده از مواد برای کاربرد در دمای زیاد و مقاومت بالا ظاهر شده‌اند.  این مواد به دسته آلیاژهای مخلوط نشدنی تعلق دارند که استحکام مکانیکی بالایی را با ثبات ساختاری فوق‌العاده در دماهای بالا برای ما فراهم می کنند .

تعامل ذره و یک رابط، مدل‌سازی شده با میدان فاز.